# جورج دبليو. ميلر
جورج دبليو. ميلر (بالإنجليزية: George W. Miller)‏ هو سياسي أمريكي، ولد في 19 نوفمبر 1922، وتوفي في 17 أكتوبر 1997. حزبياً، نشط في الحزب الديمقراطي. وقد انتخب عضو جمعية ولاية نيويورك.